# Christoph Schwöbel
Christoph Schwöbel (* 19. Februar 1955 in Frankfurt am Main; † 18. September 2021 in St Andrews) war  ein deutscher evangelischer Theologe. Er lehrte zuletzt als Professor für Systematische Theologie an der University of St Andrews, Schottland.

## Leben
Christoph Schwöbel studierte evangelische Theologie und Philosophie in Bethel und Marburg, wurde 1978 in Marburg promoviert und habilitierte sich dort im Jahre 1990.
Von 1986 bis 1993 war er Lecturer für Systematic Theology am King’s College London. 1988 gründete er dort das Research Institute in Systematic Theology (RIST), dessen Direktor er bis 1993 war.
Daran anschließend lehrte er von 1993 bis 1999 als ordentlicher Professor für Systematische Theologie an der Christian-Albrechts-Universität zu Kiel. Darauf folgte eine Professur für Systematische und Ökumenische Theologie an der Theologischen Fakultät der Ruprecht-Karls-Universität Heidelberg von 1999 bis 2004, wo er gleichzeitig Direktor des Ökumenischen Instituts war. Von Oktober 2004 bis Juli 2018 war er ordentlicher Professor für Systematische Theologie an der evangelisch-theologischen Fakultät der Eberhard Karls Universität Tübingen.
Sein Schwerpunkt lag im Bereich der Fundamentaltheologie und der Religionsphilosophie. Im Zusammenhang mit dem Thema Kreationismus versuchte Schwöbel eine wissenschaftstheoretische Analyse. Die seitens vieler weltanschaulicher Evolutionisten in der Auseinandersetzung mit dem Kreationismus verwendete Gegenüberstellung Naturwissenschaft kontra Glaube hielt er für selbstunkritisch und verwies darauf,

„dass die Naturwissenschaften selbst ihre eigenen Autoritätsverhältnisse schaffen, die durch den schon immer theoriegeladenen Charakter des Erfahrungsbegriffs und durch die Tatsache begründet werden, dass sie in theoretischen Paradigmen, die durchaus autoritativen Status haben, arbeiten.“

Schwöbel war zudem Leiter des Instituts für Hermeneutik und Dialog der Kulturen.
Er war Mitglied des wissenschaftlichen Beirates der interdisziplinären Forschungsstelle Key Concepts in Interreligious Discourses (KCID) an der Friedrich-Alexander-Universität Erlangen-Nürnberg.
Im September 2018 übernahm Schwöbel in Nachfolge des englischen Theologen John Webster den 1643 eingerichteten Chair of Divinity an der University of St Andrews.

## Schriften
- Martin Rade. Das Verhältnis von Geschichte, Religion und Moral als Grundproblem seiner Theologie. Gütersloh 1980.
- Als Hrsg.: Karl Barth – Martin Rade. Ein Briefwechsel, Mit einer Einleitung. Gütersloh 1981.
- Gottes Stimme und die Demokratie. Theologische Unterstützung für das neue demokratische System. In: Richard Ziegert (Hrsg.): Die Kirchen und die Weimarer Republik. Neukirchener Verlag, Neukirchen-Vluyn 1994, S. 37–68.
- Hrsg. mit C.E. Gunton: Persons: Divine and Human, King´s College Essays in Theological Anthropology. Edinburgh 1991, 2. Aufl. 1999.
- God: Action and Revelation (= Studies in Philosophical Theology; 3). Kampen 1992.
- Hrsg. (für das Research Institute in Systematic Theology): Trinitarian Theology Today. Essays on Divine Being and Act. Edinburgh 1995.
- Gott in Beziehung. Studien zur Dogmatik. Tübingen 2002 (2. Aufl. 2022).
- Christlicher Glaube im Pluralismus. Studien zu einer Theologie der Kultur. Tübingen 2003.
- Hrsg. mit Friedrich Schweitzer: Aufgaben, Gestalt und Zukunft Theologischer Fakultäten. Gütersloh 2007.
- Hrsg. mit Friedrich Schweitzer: Religion – Toleranz – Bildung. Neukirchen-Vluyn 2007.
- Die Religion des Zauberers. Theologisches in den großen Romanen Thomas Manns. Tübingen 2008.
- Hrsg. mit Bernd Janowski, Friedrich Schweitzer: Schöpfungsglaube vor der Herausforderung des Kreationismus. Neukirchener, Neukirchen-Vluyn 2010.
- Gott im Gespräch: theologische Studien zur Gegenwartsdeutung. Tübingen 2011.